# Issoudun-Létrieix
 Issoudun-Létrieix  (en occitano Eissodun) es una comuna (municipio) de Francia, en la región de Lemosín, departamento de Creuse, en el distrito de Aubusson y cantón de Chénérailles.
Su población en el censo de 1999 era de 277 habitantes.
Está integrada en la Communauté de communes de Chénérailles.

## Demografía
| 401 | 452 | 387 | 341 | 287 | 277 |
| Para los censos de 1962 a 1999 la población legal corresponde a la población sin duplicidades (Fuente: INSEE [Consultar]) |     |     |     |     |     |